# Paweł Konstanty Dubrawski
Paweł Konstanty Dubrawski z Dubrawki herbu Sas (ur. 1649 w Przemyślu, zm. 1714) – polski duchowny katolicki, biskup pomocniczy przemyski, dziekan kapituły katedralnej przemyskiej w 1710 roku.

## Życiorys
Był synem podkomorzego przemyskiego Franciszka. W 1678 otrzymał tytuł kanonika w diecezji przemyskiej. W 1699 nominowany na biskupa pomocniczego przemyskiego.